# Pelomyiella cinerella
Pelomyiella cinerella is een vliegensoort uit de familie van de Canacidae. De wetenschappelijke naam van de soort is voor het eerst geldig gepubliceerd in 1837 door Haliday.